# 엘케 샬
엘케 샬(독일어: Elke Schall, 1973년 7월 19일 ~ )는 독일의 탁구 선수다. 2010년 러시아 모스크바 세계선수권대회에서 단체 동메달을 획득하였다.